# طرخشقون آسيا الوسطى
طرخشقون آسيا الوسطى (الاسم العلمي:Taraxacum centrasiaticum) هو نوع من النباتات يتبع جنس الطرخشقون من الفصيلة النجمية.